# Фабианова, Власта
Власта Фабианова (чеш. Vlasta Fabianová)  — чешская актриса театра, кино, радио и телевидения.

## Биография
Власта Фабианова родилась 29 июня 1912 года во Львове. Актёрское образование получила в драматической школе у Пражской консерватории, которую окончила в 1932 году. Актриса театров в Брно и Праге. Дебютировала в фильме в 1940 г. Много лет связанная с радио, где брала участие в много передачах, выступала в спектаклях телевидения. Умерла 26 июня 1991 года в Праге, похоронена на Вышеградском кладбище в Праге.

## Избранная фильмография
- 1940 — Майская сказка / Pohádka máje
- 1949 — Вторая смена / Druhá směna
- 1941 — Перчатка / Rukavička
- 1945 — Обручальное кольцо / Prstýnek
- 1947 — Скрипка и мечта / Housle a sen
- 1948 — Кракатит / Krakatit
- 1948 — Красная ящерица / Červená ještěrka
- 1951 — В отрыве / DS-70 nevyjíždí
- 1952 — Наступление / Nástup
- 1955 — Ангел в горах / Anděl na horách — Матушкова, мать Веры
- 1957 — Пятое колесо в телеге / Páté kolo u vozu
- 1958 — Мораль пани Дульской / Morálka paní Dulské
- 1960 — Августовское воскресенье / Srpnová neděle
- 1966 — Призрак замка Моррисвилль / Fantom Morrisvillu — Арабелла
- 1978 — Встреча в июле / Setkání v červenci
- 1978 — Великолепные мужчины с кинокамерами / Báječní muži s klikou
- 1982 — Солёный принц (Невеста подземного принца) / Sůl nad zlato
- 1986 — Большое кинематографическое ограбление / Velká filmová loupež